# Bennettisca flavigena
Bennettisca flavigena är en stekelart som beskrevs av John S. Noyes 1980. Bennettisca flavigena ingår i släktet Bennettisca och familjen sköldlussteklar.
Artens utbredningsområde är Afghanistan. Inga underarter finns listade.